# Kiruna pastorat
Kiruna pastorat är ett pastorat i Norra Norrbottens kontrakt (före 2017 Norra Lapplands kontrakt) i Luleå stift i Kiruna kommun i Norrbottens län. 
Pastoratet bildades 2014 genom sammanläggning av pastoraten:
- Jukkasjärvi pastorat
- Karesuando pastorat
- Vittangi pastorat

Pastoratet består av följande församlingar:
- Jukkasjärvi församling
- Karesuando församling
- Vittangi församling

Pastoratskod är 110716 (före 2017 111201).